# Layla (Derek-and-the-Dominos-Lied)
Layla ist ein Lied der multinationalen Rockband Derek and the Dominos, das im November 1970 erschien. Bekanntheit erlangte es auch in einer Soloversion von Bandmitglied Eric Clapton im Jahr 1992, der auch einer der Autoren des Stücks ist.

## Entstehung und Veröffentlichung
Der Bluesrock-Titel wurde von den beiden Bandmitgliedern Clapton und Gordon geschrieben. Das zweiteilige Lied arbeitet im ersten Teil Motive der Liebesgeschichte Leila und Madschnun des persischen Dichters Nezāmi auf, aber auch Claptons damals noch unerwiderte Liebe zu Pattie Boyd-Harrison.
Für die Produktion zeichneten alle Bandmitglieder, besonders jedoch Duane Allman und Tom Dowd verantwortlich.
Das siebennotige Eröffnungsriff, das aus Albert Kings As The Years Go Passing By inspiriert sein soll, eröffnet das Stück. Es folgt eine Coda mit zwei Slide-Guitar-Teilen von Duane Allman und schließt mit einer instrumentalen, über drei Minuten langen Coda von Jim Gordon am Klavier, die jedoch erst drei Wochen nach der eigentlichen Aufnahme im Studio hinzugefügt wurde.
Die Erstveröffentlichung von Layla erfolgte am 9. November 1970 bei RSO Records, als Teil von Layla and Other Assorted Love Songs, dem Debütalbum von Derek and the Dominos. Im März 1971 erschien das Lied als Singleauskopplung mit der B-Seite I Am Yours (Katalognummer: Polydor 2001 172 / ATCO 45-6809).

## Rezeption
2004 und 2010 belegte das Lied Rang 24 in der Liste Die 500 besten Songs aller Zeiten des Magazins Rolling Stone.

## Kommerzieller Erfolg

### Chartplatzierungen
Layla avancierte zum Top-10-Erfolg in Neuseeland (Rang 3), dem Vereinigten Königreich (Rang 7) und den Vereinigten Staaten (Rang 10). 1972 belegte es zudem Rang 60 der US-amerikanischen Single-Jahrescharts.
| ChartsChartplatzierungen       | Höchstplatzierung | Wochen |
| ------------------------------ | ----------------- | ------ |
| Vereinigte Staaten (Billboard) | 10 (25 Wo.)       | 25     |
| Vereinigtes Königreich (OCC)   | 7 (11 Wo.)        | 11     |

| ChartsJahrescharts (1972)      | Platzierung |
| ------------------------------ | ----------- |
| Vereinigte Staaten (Billboard) | 60          |

### Auszeichnungen für Musikverkäufe
| Land/Region                  | Auszeichnungen für Musikverkäufe (Land/Region, Auszeichnung, Verkäufe) | Verkäufe  |
| ---------------------------- | ---------------------------------------------------------------------- | --------- |
| Italien (FIMI)               | Gold                                                                   | 50.000    |
| Neuseeland (RMNZ)            | 2× Platin                                                              | 60.000    |
| Spanien (Promusicae)         | Gold                                                                   | 30.000    |
| Vereinigtes Königreich (BPI) | Platin                                                                 | 1.000.000 |
| Insgesamt                    | 2× Gold · 3× Platin ·                                                  | 1.140.000 |

## Coverversion von Eric Clapton
Im Jahr 1992 veröffentlichte Eric Clapton eine Solo-Akustikversion des Liedes. Sie entstand im Zuge eines MTV Unplugged-Konzerts und erschien zunächst als Teil des dazugehörigen Albums am 18. August 1992 sowie als Singleauskopplung am 14. September desselben Jahres (Katalognummer: 9362-40614-2). Im Jahr 1993 gewann Clapton für seine Solointerpretation einen Grammy Award in der Kategorie „Grammy Award for Best Rock Song“.

### Chartplatzierungen
Als Neueinspielung auf Claptons Album Unplugged erreichte das Lied 1992 in einer akustischen Fassung im langsamen Shuffle-Rhythmus Platz 12 in den Billboard Hot 100 und erhielt ein Jahr später den Grammy Award for Best Rock Song. 1993 gelangte eine weitere Version mit den ehemaligen Derek-and-the-Dominos-Musikern Bobby Whitlock, Jim Gordon und Carl Radle in die deutschen Charts.
| ChartsChartplatzierungen       | Höchstplatzierung | Wochen |
| ------------------------------ | ----------------- | ------ |
| Deutschland (GfK)              | 35 (21 Wo.)       | 21     |
| Schweiz (IFPI)                 | 28 (6 Wo.)        | 6      |
| Vereinigte Staaten (Billboard) | 12 (20 Wo.)       | 20     |
| Vereinigtes Königreich (OCC)   | 45 (3 Wo.)        | 3      |

### Auszeichnungen für Musikverkäufe
| Land/Region                  | Auszeichnungen für Musikverkäufe (Land/Region, Auszeichnung, Verkäufe) | Verkäufe |
| ---------------------------- | ---------------------------------------------------------------------- | -------- |
| Australien (ARIA)            | Gold                                                                   | 35.000   |
| Dänemark (IFPI)              | Gold                                                                   | 45.000   |
| Neuseeland (RMNZ)            | Platin                                                                 | 30.000   |
| Vereinigte Staaten (RIAA)    | —                                                                      | 229.867  |
| Vereinigtes Königreich (BPI) | Silber                                                                 | 200.000  |
| Insgesamt                    | 1× Silber · 2× Gold · 1× Platin ·                                      | 539.867  |

Hauptartikel: Eric Clapton/Auszeichnungen für Musikverkäufe